# Tri-nations 2010
Navigation
Édition précédente Édition suivante
Le Tri-nations 2010 est un tournoi international de rugby à XV qui se dispute en neuf rencontres du 10 juillet au 11 septembre 2010, chacune des trois équipes participantes recevant et se déplaçant trois fois. Le Tri-nations met aux prises les sélections de Nouvelle-Zélande (All Blacks), d'Australie (Wallabies) et d'Afrique du Sud (Springboks). Les All Blacks remportent l'édition 2010 du Tri-nations en gagnant leurs six matchs.

## Calendrier
| Le 10 juillet à Auckland      | Nouvelle-Zélande | 32 - 12 | Afrique du Sud   |
| Le 17 juillet à Wellington    | Nouvelle-Zélande | 31 - 17 | Afrique du Sud   |
| Le 24 juillet à Brisbane      | Australie        | 30 - 13 | Afrique du Sud   |
| Le 31 juillet à Melbourne     | Australie        | 28 - 49 | Nouvelle-Zélande |
| Le 7 août à Christchurch      | Nouvelle-Zélande | 20 - 10 | Australie        |
| Le 21 août à Johannesburg     | Afrique du Sud   | 22 - 29 | Nouvelle-Zélande |
| Le 28 août à Pretoria         | Afrique du Sud   | 44 - 31 | Australie        |
| Le 4 septembre à Bloemfontein | Afrique du Sud   | 39 - 41 | Australie        |
| Le 11 septembre à Sydney      | Australie        | 22 - 23 | Nouvelle-Zélande |

## Classement
| Rang | Nation             | J | V | N | D | Bo | Bd | Pm  | Pe  | Diff | Pts |
| ---- | ------------------ | - | - | - | - | -- | -- | --- | --- | ---- | --- |
| 1    | Nouvelle-Zélande   | 6 | 6 | 0 | 0 | 3  | 0  | 184 | 111 | +73  | 27  |
| 2    | Australie          | 6 | 2 | 0 | 4 | 2  | 1  | 162 | 188 | -26  | 11  |
| 3    | Afrique du Sud (T) | 6 | 1 | 0 | 5 | 1  | 2  | 147 | 194 | -47  | 7   |

|  | Vainqueur de la compétition |
|  | T : tenant du titre 2009    |

## Détails des matchs

### Premier match: Nouvelle-Zélande - Afrique du Sud
(mt : 20 – 3)
Points marqués :
- Nouvelle-Zélande : 4 essais de Smith (18e), Nonu (35e), Read (57e) et Woodcock (79e); 3 transformations de Carter (19e, 36e, 59e) ; 2 pénalités de Carter (14e, 26e)
- Afrique du Sud : 4 pénalités de Steyn (7e, 42e, 47e, 60e)

Évolution du score : 0-3, 3-3, 10-3, 13-3, 20-3, 20-6, 20-9, 27-9, 27-12, 32-12
Arbitre : Alan Lewis 
Résumé
Les Springboks ouvrent le score par une pénalité de Morné Steyn à la 7e (0-3). Bakkies Botha est exclu pour dix minutes à la 13e, Dan Carter réussit la pénalité à la 14e et permet aux All Blacks d'égaliser (3-3). Conrad Smith marque le premier essai néo-zélandais à la 18e à la suite d'une percée de Mils Muliaina, Carter transforme (10-3). Dan Carter marque une deuxième pénalité à la 26e (13-3) alors que le pack All Blacks domine en mêlée. Ma'a Nonu marque le deuxième essai néo-zélandais à la 35e, son 15e essais avec les All Blacks, la transformation de Dan Carter porte le score à 20-3 à la mi-temps pour les Néo-Zélandais.
Les Sud-Africains réduisent la marque par deux pénalités de Morné Steyn aux 42e et 47e (20-9). Kieran Read marque en puissance le troisième essai néo-zélandais à la 57e au terme d'une action collective des All Blacks, Dan Carter transforme (27-9). Les Néo-Zélandais marque un quatrième essai, celui du bonus, à la 79e par Tony Woodcock et s'imposent sur le score de 32 à 12.
Composition des équipes
- Nouvelle-Zélande
  - Titulaires : 15 Mils Muliaina, 14 Cory Jane, 13 Conrad Smith, 12 Ma'a Nonu, 11 Joe Rokocoko, 10 Dan Carter, 9 Jimmy Cowan, 8 Kieran Read, 7 Richie McCaw (cap.), 6 Jerome Kaino, 5 Tom Donnelly, 4 Brad Thorn, 3 Owen Franks, 2 Keven Mealamu, 1 Tony Woodcock.
  - Remplaçants : 16 Corey Flynn, 17 Ben Franks, 18 Sam Whitelock, 19 Liam Messam, 20 Piri Weepu, 21 Aaron Cruden, 22 Richard Kahui.
  - Entraîneur : Graham Henry
- Afrique du Sud
  - Titulaires : 15 Zane Kirchner, 14 Jean de Villiers, 13 Jaque Fourie, 12 Wynand Olivier, 11 Bryan Habana, 10 Morné Steyn, 9 Ricky Januarie, 8 Pierre Spies, 7 Francois Louw, 6 Schalk Burger, 5 Victor Matfield, 4 Bakkies Botha, 3 Jannie du Plessis, 2 John Smit (cap.), 1 Gurthrö Steenkamp.
  - Remplaçants : 16 Chiliboy Ralepelle, 17 BJ Botha, 18 Andries Bekker, 19 Danie Rossouw, 20 Ruan Pienaar, 21 Butch James, 22 Gio Aplon.
  - Entraîneur : Peter de Villiers

### Deuxième match: Nouvelle-Zélande - Afrique du Sud
(mt : 13 – 7)
Points marqués :
- Nouvelle-Zélande : 4 essais par Nonu (7e), Muliaina (12e), Ranger (46e) et Dagg (65e); 1 transformation de Carter (66e); 3 pénalités de Carter (30e, 69e) et Weepu (51e)
- Afrique du Sud : 2 essais de Rossouw (36e) et Burger (74e); 2 transformations de Steyn (37e, 75e); 1 pénalité de Steyn (43e)

Évolution du score : 5-0, 10-0, 13-0, 13-7, 13-10, 18-10, 21-10, 28-10, 31-10, 31-17
Arbitre : Alain Rolland 
Résumé
Pour cette deuxième rencontre entre All Blacks et Springboks, les Sud-Africains sont privés de Bakkies Botha suspendu pour neuf semaines à la suite d'un coup de tête contre Jimmy Cowan lors de la première rencontre.
Le début de rencontre est marqué par le carton jaune donné à Danie Rossouw à la 4e pour brutalité sur Richie McCaw. Les Néo-Zélandais profitent de leur avantage numérique et marquent deux essais à la 7e par Ma'a Nonu et à la 12e par Mils Muliaina qui marque en contre sur passe de Piri Weepu (10-0). Dan Carter n'est pas en réussite car il manque une pénalité bien placée et deux transformations, il se reprend à la 30e en marquant une pénalité (13-0). Les Springboks reviennent au score à la 36e par un essai en force de Danie Rossouw qui prolonge une action de Jean de Villiers. Morné Steyn réussit la transformation, le score à la mi-temps est de 13 à 7 pour les All Blacks.
Les Springboks débutent bien en seconde mi-temps et marquent une pénalité par Morné Steyn (13-10). La réaction des All Blacks ne se fait pas attendre, ils marquent un essai en coin par Rene Ranger, non transformé par Dan Carter (18-10). Piri Weepu marque une pénalité à la 46e (21-10) puis Israel Dagg, entré en jeu à la 63e, marque le quatrième essai Néo-Zélandais à la 65e après avoir passé en revue quatre Springboks. Dan Carter transforme puis marque une pénalité à la 69e, il porte le score à 31 à 10. Les Sud-Africains réduisent l'écart au score par un essai de Schalk Burger à la 75e, Morné Steyn transforme. Le match se termine sur le score de 31 à 17 pour les All Blacks.
- Nouvelle-Zélande
  - Titulaires : 15 Mils Muliaina, 14 Cory Jane, 13 Conrad Smith, 12 Ma'a Nonu, 11 Rene Ranger, 10 Dan Carter, 9 Piri Weepu, 8 Kieran Read, 7 Richie McCaw (cap.), 6 Jerome Kaino, 5 Tom Donnelly, 4 Brad Thorn, 3 Owen Franks, 2 Keven Mealamu, 1 Tony Woodcock.
  - Remplaçants : 16 Corey Flynn, 17 Ben Franks, 18 Sam Whitelock, 19 Liam Messam, 20 Jimmy Cowan, 21 Aaron Cruden, 22 Israel Dagg
  - Entraîneur : Graham Henry
- Afrique du Sud
  - Titulaires : 15 Zane Kirchner, 14 Jean de Villiers,13 Jaque Fourie,12 Wynand Olivier, 11 Bryan Habana, 10 Morné Steyn, 9 Ricky Januarie, 8 Pierre Spies, 7 Francois Louw, 6 Schalk Burger, 5 Victor Matfield, 4 Danie Rossouw, 3 CJ van der Linde, 2 John Smit, 1 Gurthrö Steenkamp.
  - Remplaçants : 16 Chiliboy Ralepelle, 17 BJ Botha, 18 Andries Bekker, 19 Ryan Kankowski, 20 Ruan Pienaar, 21 Butch James, 22 Gio Aplon
  - Entraîneur : Peter de Villiers

### Troisième match: Australie - Afrique du Sud
(mt : 17 – 3)
Points marqués :
- Australie : 2 essais de Mitchell (39e) et Genia (74e); 1 transformation de O'Connor (76e); 6 pénalités de Giteau (13e, 20e, 24e, 31e, 43e) et O'Connor (47e)
- Afrique du Sud : 2 essais de Fourie (62e) et Steenkamp (71e); 1 pénalité de Steyn (18e)

Évolution du score : 3-0, 3-3, 6-3, 9-3, 12-3, 17-3, 20-3, 23-3, 23-8, 23-13, 30-13
Arbitre : George Clancy 
Résumé
Les Springboks doivent jouer sans Jean de Villiers qui est suspendu pour deux semaines. Comme lors de leurs deux premiers matchs, un joueur Sud-Africain est exclu en début de match, c'est au tour de Jaque Fourie qui quitte ses partenaires pour dix minutes à la 3e à la suite d'une phase de jeu de 90 secondes des Australiens. L'indiscipline des Springboks est sanctionnée par quatre pénalités en première mi-temps. Un essai est refusé à James O'Connor à la 22e qui est passé en touche avant d'aplatir dans l'en but. Le premier essai australiens est marqué à la 39e par Drew Mitchell, permettant aux Wallabies de mener à la mi-temps par 17 à 3.
Les Australiens augmentent l'écart à la marque au débuté de la deuxième mi-temps par deux pénalités de Matt Giteau et James O'Connor (23-3). Le Springbok BJ Botha reçoit un carton jaune en début de seconde période à la 46e, les deux équipes jouent ensuite à 14 car l'Australien Quade Cooper est exclu à son tour à la 55e. Les Sud-Africains réagissent en marquant deux essais non transformés à la 62e par Fourie et à la 72e par Gurthrö Steenkamp (23-13) mais les Australiens creusent à nouveau l'écart par un essai de Will Genia à la 74e. O'Connor réussit la transformation, le score final est de 30 à 13 pour les Australiens qui infligent ainsi une nouvelle défaite aux Sud-Africains qui restent derniers au classement.
- Australie
  - Titulaires : 15 Adam Ashley-Cooper, 14 James O'Connor, 13 Rob Horne, 12 Matt Giteau, 11 Drew Mitchell, 10 Quade Cooper, 9 Will Genia, 8 Richard Brown, 7 David Pocock, 6 Rocky Elsom, 5 Nathan Sharpe, 4 Dean Mumm, 3 Salesi Ma'afu, 2 Saia Fainga'a, 1 Benn Robinson.
  - Remplaçants : 16 Stephen Moore, 17 James Slipper, 18 Rob Simmons, 19 Ben McCalman, 20 Luke Burgess, 21 Berrick Barnes, 22 Kurtley Beale.
  - Entraîneur : Robbie Deans
- Afrique du Sud
  - Titulaires : 15 Zane Kirchner, 14 Gio Aplon, 13 Jaque Fourie, 12 Wynand Olivier, 11 Bryan Habana, 10 Morné Steyn, 9 Ruan Pienaar, 8 Pierre Spies, 7 Ryan Kankowski, 6 Schalk Burger, 5 Victor Matfield, 4 Danie Rossouw, 3 BJ Botha, 2 John Smit (cap.), 1 Gurthrö Steenkamp.
  - Remplaçants : 16 Chiliboy Ralepelle, 17 CJ van der Linde, 18 Flip van der Merwe, 19 Dewald Potgieter, 20 Francois Hougaard, 21 Butch James, 22 Juan de Jongh.
  - Entraîneur : Peter de Villiers

### Quatrième match: Australie - Nouvelle-Zélande
(mt : 14 – 32)
Points marqués :
- Australie : 3 essais de Mitchell (7e), Ashley-Cooper (55e), Elsom (69e); 2 transformations de Giteau (55e, 70e); 3 pénalités de Giteau (3e, 30e) et Barnes (17e)
- Nouvelle-Zélande : 7 essais de Carter (9e), Muliaina (12e, 46e), McCaw (24e), Jane (35e), Rokocoko (58e), Flynn (79e); 4 transformations de Carter (10e, 25e, 36e, 47e); 2 pénalités de Carter (6e, 33e)

Évolution du score : 3-0, 3-3, 8-3, 8-10, 8-15, 11-15, 11-22, 14-22, 14-25, 14-32, 14-39, 21-39, 21-44, 28-44, 28-49
Arbitre : Craig Joubert 
Résumé
Les Australiens sont privés de Quade Cooper suspendu pour deux matchs pour plaquage dangereux sur Morné Steyn lors du match Australie-Afrique du Sud du 24 juillet. Ils ouvrent le score à la 4e par une pénalité de Matt Giteau, les Néo-Zélandais égalisent peu après à la 7e par une pénalité de Dan Carter (3-3). Un dégagement de Carter est contré à la 8e par Drew Mitchell qui marque un essai en coin (8-3). Dan Carter contre à son tour Berrick Barnes à la 11e et marque un essai dont il réussit la transformation, donnant ainsi l'avance aux All Blacks (8-10). La Nouvelle-Zélande marque un deuxième essai à la 13e à la suite d'un coup de pied à suivre de Cory Jane (8-15). Giteau réduit la marque par une pénalité à la 19e (11-15). Le pilier Néo-Zélandais Owen Franks reçoit un carton jaune pour plaquage à l'épaule à la 22e, cela n'empêche pas les All Blacks de marquer un essai en infériorité numérique par Richie McCaw à la 25e. La transformation de Dan Carter porte le score à 11-22. Drew Mitchell est exclu pour dix minutes à la 28e, les deux équipes évoluent alors toutes deux avec quatorze joueurs. Deux pénalités sont réussies par Giteau à la 32e et Carter à la 34e (14-25). Les All Blacks marquent un quatrième essai à la 35e par Cory Jane, la transformation réussie par Dan Carter permet aux néo-Zélandais de mener à la mi-temps par 32 à 14.
Drew Mitchell est exclu définitivement à la 43e, ayant reçu un deuxième carton jaune. Les All Blacks, qui jouent à quinze contre quatorze jusqu'à la fin du match, en profitent pour marquer un cinquième essai par Mils Muliaina à la 46e, Carter transforme l'essai (14-39). Un essai est refusé après arbitrage vidéo à l'Australien David Pocock à la 52e. Ce n'est que partie remise car après une longue domination les Australiens marquent un essai par  Adam Ashley-Cooper à la 56e (21-39). Les Néo-Zélandais répliquent par un essai en coin de leur ailier Joe Rokocoko bien décalé par Ma'a Nonu (21-44). Les Wallabies marquent un deuxième essai par Rocky Elsom à la 70e, transformé par Giteau (28-44). Les Néo-Zélandais marquent un septième essai à la 79e  par Corey Flynn rentré en cours de match. La rencontre se termine par une large victoire des Néo-Zélandais par 49 à 28 avec le bonus offensif. Les All Blacks restent invaincus dans la compétition avec trois victoires bonifiées en trois matchs.
- Australie
  - Titulaires : 15 Adam Ashley-Cooper, 14 James O'Connor, 13 Rob Horne, 12 Berrick Barnes, 11 Drew Mitchell, 10 Matt Giteau, 9 Will Genia, 8 Richard Brown, 7 David Pocock, 6 Rocky Elsom, 5 Nathan Sharpe, 4 Dean Mumm, 3 Salesi Ma'afu, 2 Stephen Moore, 1 Benn Robinson
  - Remplaçants : 16 Saia Faingaa, 17 James Slipper, 18 Rob Simmons, 19 Matt Hodgson, 20 Luke Burgess, 21 Anthony Faingaa, 22 Kurtley Beale
  - Entraîneur : Robbie Deans
- Nouvelle-Zélande
  - Titulaires : 15 Mils Muliaina, 14 Cory Jane, 13 Conrad Smith, 12 Ma'a Nonu, 11 Joe Rokocoko, 10 Daniel Carter, 9 Jimmy Cowan, 8 Kieran Read, 7 Richie McCaw, 6 Jerome Kaino, 5 Tom Donnelly, 4 Brad Thorn, 3 Owen Franks, 2 Keven Mealamu, 1 Tony Woodcock
  - Remplaçants : 16 Corey Flynn, 17 Ben Franks, 18 Sam Whitelock, 19 Victor Vito, 20 Piri Weepu, 21 Aaron Cruden, 22 Israel Dagg
  - Entraîneur : Graham Henry

### Cinquième match: Nouvelle-Zélande - Australie
(mt : 17 – 10)
Points marqués :
- Nouvelle-Zélande : 2 essais de Muliaina (6e), Smith (13e), 2 transformations de Carter (7e et 14e), 2 pénalités de Carter (34e, 71e)
- Australie : 1 essai de Beale (9e), 1 transformation de Giteau (10e), 1 pénalité de Giteau (20e)

Évolution du score : 7-0, 7-7, 14-7, 14-10, 17-10, 20-10
Arbitre : Jonathan Kaplan 
Résumé
Les Néo-Zélandais ouvrent le score par un essai de Mils Muliaina à la 6e sur passe de Joe Rokocoko. Dan Carter réussit la transformation (7-0). Les Wallabies égalisent une minute plus tard avec un essai en contre de Kurtley Beale qui profite d'une balle perdue par Dan Carter, Matt Giteau transforme (7-7). Les All Blacks marquent un deuxième essai à la 13e par Conrad Smith en conclusion d'une percée de Dan Carter. Ce dernier réussit la transformation (14-7). Matt Giteau réduit l'écart à la marque par une pénalité réussie à la 20e, mais Carter redonne sept points d'avantage aux Néo-Zélandais à la 34e (17-10).
Le score n'évolue pas pendant trente minutes en seconde mi-temps, les défenses prenant l'avantage sur les attaquants. Dan Carter réussit une deuxième pénalité à la 71e, enlevant ainsi le point de bonus défensif aux Australiens (20-10). Le match se termine par une quatrième victoire des All Blacks qui remportent la Bledisloe Cup et sont en très bonne position pour remporter l'édition 2010 du Tri-nations.
Composition des équipes
- Nouvelle-Zélande
  - Titulaires : 15 Mils Muliaina, 14 Cory Jane, 13 Conrad Smith, 12 Ma'a Nonu, 11 Joe Rokocoko, 10 Dan Carter, 9 Piri Weepu, 8 Kieran Read, 7 Richie McCaw (cap.), 6 Jerome Kaino, 5 Tom Donnelly, 4 Brad Thorn, 3 Owen Franks, 2 Keven Mealamu, 1 Tony Woodcock.
  - Remplaçants : 16 Corey Flynn, 17 Ben Franks, 18 Sam Whitelock, 19 Victor Vito, 20 Alby Mathewson, 21 Aaron Cruden, 22 Benson Stanley
  - Entraîneur : Graham Henry
- Australie
  - Titulaires : 15 Kurtley Beale, 14 James O'Connor, 13 Adam Ashley-Cooper, 12 Anthony Faingaa, 11 Drew Mitchell, 10 Matt Giteau, 9 Will Genia, 8 Richard Brown, 7 David Pocock, 6 Rocky Elsom (cap.), 5 Nathan Sharpe, 4 Dean Mumm, 3 Salesi Ma'afu, 2 Saia Faingaa, 1 Benn Robinson.
  - Remplaçants : 16 Stephen Moore, 17 James Slipper, 18 Rob Simmons, 19 Matt Hodgson, 20 Luke Burgess, 21 Berrick Barnes, 22 Cameron Shepherd.
  - Entraîneur : Robbie Deans

### Sixième match: Afrique du Sud - Nouvelle-Zélande
(mt : 16 – 14)
Points marqués :
- Afrique du Sud : 1 essai de Burger (24e), 1 transformation de Steyn (25e), 5 pénalités de Steyn (10e, 14e, 31e, 44e, 63e)
- Nouvelle-Zélande : 3 essais par Woodcock (37e), McCaw (77e) et Dagg (80e), 1 transformation de Carter (80e), 4 pénalités de Carter (6e, 21e, 28e, 68e)

Évolution du score : 0-3, 3-3, 6-3, 6-6, 13-6, 13-9, 16-9, 16-14, 19-14, 22-14, 22-17, 22-22, 22-29
Arbitre : Nigel Owens 
Résumé
À l'occasion de ce match, le capitaine des Springboks, John Smit, obtient sa 100e sélection en équipe nationale. Dan Carter marque une pénalité de 50 m en coin et ouvre le score pour les All Blacks à la 6e (0-3). Morné Steyn égalise puis donne l'avantage aux Springboks en réussissant deux pénalités aux 10e et 14e (6-3). Dan Carter égalise par une autre pénalité à la 21e (6-6) mais Schalk Burger marque un essai en force à la 24e et la transformation par Morné Steyn permet aux Sud-Africains de mener par 13 à 6. Dan Carter marque une pénalité à la 28e, Morné Steyn lui répond à la 31e, le score est alors de 16 à 9 pour les Springboks. Une transmission rapide du ballon vers Tony Woodcock en position d'ailier lui permet de marquer un essai un essai en coin. La transformation n'est pas réussie par Carter, le score est par suite de 16 à 14 pour l'Afrique du Sud lorsque la mi-temps est sifflée.
En deuxième mi-temps, l'Afrique au Sud augmente l'écart au score par deux pénalités réussies par Morné Steyn aux 43e et 63e (22-14). La fin du match est dominée par les All Blacks qui reviennent au score par une pénalité de Dan Carter à la 68e puis un essai de Richie McCaw à la 77e qui marque en coin alors que son pied est près de toucher le sol en touche (22-22). Les Néo-Zélandais marquent un troisième essai à la 80e par Israel Dagg à la suite d'un ballon perdu par les Sud-Africains et d'une percée de Ma'a Nonu. Dan Carter réussit la transformation. Les All Blacks s'imposent par 29 à 22 et sont assurés de remporter l'édition 2010 du Tri-nations.
Lors de ce match Dan Carter a battu avec 1113 points le record de points marqués par un joueur en test matchs, le record était détenu par Jonny Wilkinson avec 1111 points. Ce dernier conserve cependant le record de points marqués en matchs internationaux avec 1178 points
Composition des équipes
- Afrique du Sud
  - Titulaires : 15 Gio Aplon, 14 JP Pietersen, 13 Juan de Jongh, 12 Jean de Villiers, 11 Bryan Habana, 10 Morné Steyn, 9 Francois Hougaard, 8 Pierre Spies, 7 Juan Smith, 6 Schalk Burger, 5 Victor Matfield, 4 Flip van der Merwe, 3 Jannie du Plessis, 2 John Smit (cap.), 1 Gurthrö Steenkamp.
  - Remplaçants : 16 Chiliboy Ralepelle, 17 CJ van der Linde, 18 Danie Rossouw, 19 Francois Louw, 20 Ricky Januarie, 21 Butch James, 22 Wynand Olivier.
  - Entraîneur : Peter de Villiers
- Nouvelle-Zélande
  - Titulaires : 15 Mils Muliaina, 14 Cory Jane, 13 Conrad Smith, 12 Ma'a Nonu, 11 Joe Rokocoko, 10 Dan Carter, 9 Jimmy Cowan, 8 Kieran Read, 7 Richie McCaw (cap.), 6 Jerome Kaino, 5 Tom Donnelly, 4 Brad Thorn, 3 Ben Franks, 2 Keven Mealamu, 1 Tony Woodcock.
  - Remplaçants : 16 Corey Flynn, 17 John Afoa, 18 Sam Whitelock, 19 Victor Vito, 20 Piri Weepu, 21 Aaron Cruden, 22 Israel Dagg
  - Entraîneur : Graham Henry

### Septième match: Afrique du Sud - Australie
(mt : 24 – 28)
Points marqués :
- Australie : 4 essais de Genia (2e), O'Connor (5e, 10e) et Mumm (25e); 4 transformations de Giteau (3e, 5e, 10e, 26e) ; 1 pénalité de Giteau (47e)
- Afrique du Sud : 5 essais de Smith (8e), Steenkamp (13e), Spies (31e), F. Steyn (49e) et Pietersen (79e); 5 transformations de M. Steyn (8e, 14e, 31e, 51e) et James (80e); 3 pénalités de M. Steyn (19e, 45e) et F Steyn (67e)

Évolution du score : 0-7, 0-14, 7-14, 7-21, 14-21, 17-21, 17-28, 24-28, 27-28, 27-31, 34-31, 37-31, 44-31
Arbitre : Alan Lewis 
Résumé
À l'occasion de cette rencontre, Victor Matfield dispute son 100e test match avec l'équipe d'Afrique du Sud. Un essai est refusé à la 2e à Drew Mitchell qui aplatit juste avant la ligne de but. Ce n'est que partie remise car à la 3e Will Genia profite d'un plaquage manqué de Victor Matfield pour marquer le premier essai australien, Matt Giteau transforme (0-7). Les Australiens marquent un deuxième essai à la 5e par James O'Connor après une percée de Kurtley Beale, Giteau réussit la transformation (0-14). Les Sud-Africains reviennent au score par un essai de Juan Smith à la 8e, transformé par Morné Steyn (7-14). James O'Connor profite d'une réception manquée par Bryan Habana à la 9e et marque le troisième essai des Wallabies, Giteau transforme (7-21). Les Springboks reviennent à nouveau au score par un essai en force de leur pilier Gurthrö Steenkamp à la 14e, Morné Steyn réussit la transformation (14-21). Une pénalité réussie par Morné Steyn à la 20e permet aux Sud-Africains de revenir à quatre points des Australiens (17-21), mais dès la 25e Dean Mumm  marque le quatrième essai australien après une pénalité rapidement jouée par Genia, la transformation réussie par Giteau redonne onze points d'avance aux Wallabies (17-28). À la 31e, un essai de Pierre Spies transformé par Morné Steyn permet aux Springboks de réduire l'écart à la marque, la mi-temps est sifflée sur le score de 28 à 24 pour l'Australie.
Les deux équipes marquent chacune une pénalité en début de deuxième mi-temps par Morné Steyn à la 46e et Matt Giteau à la 48e (27-31). Les Springboks prennent pour la première fois l'avantage au score par un essai de François Steyn à la 50e sur une passe acrobatique de Morné Steyn, ce dernier réussit la transformation (34-31). François Steyn réussit une pénalité de plus de 50 mètres à la 68e, ce qui donne six points d'avance aux Sud-Africains (37-31). Les Springboks marquent un cinquième essai par JP Pietersen à la 79e, Butch James réussit la transformation. Le score final est de 44 à 31 en faveur des Sud-Africains qui remportent ainsi leur premier match dans ce Tri-nations.
- Afrique du Sud
  - Titulaires : 15 François Steyn, 14 JP Pietersen, 13 Jaque Fourie, 12 Jean de Villiers, 11 Bryan Habana, 10 Morné Steyn, 9 Francois Hougaard, 8 Pierre Spies, 7 Juan Smith, 6 Schalk Burger, 5 Victor Matfield, 4 Flip van der Merwe, 3 Jannie du Plessis, 2 John Smit, 1 Gurthrö Steenkamp.
  - Remplaçants : 16 Chiliboy Ralepelle, 17 CJ van der Linde, 18 Danie Rossouw, 19 Ryan Kankowski, 20 Ricky Januarie, 21 Butch James, 22 Juan de Jongh.
  - Entraîneur : Peter de Villiers
- Australie
  - Titulaires : 15 Kurtley Beale, 14 James O'Connor, 13 Adam Ashley-Cooper, 12 Matt Giteau, 11 Drew Mitchell, 10 Quade Cooper, 9 Will Genia, 8 Richard Brown, 7 David Pocock, 6 Rocky Elsom (cap.), 5 Nathan Sharpe, 4 Dean Mumm, 3 Salesi Ma'afu, 2 Saia Fainga'a, 1 Benn Robinson.
  - Remplaçants : 16 Stephen Moore, 17 James Slipper, 18 Ben McCalman, 19 Rob Simmons, 20 Luke Burgess, 21 Berrick Barnes, 22 Anthony Fainga'a
  - Entraîneur : Robbie Deans

### Huitième match: Afrique du Sud - Australie
(mt : 13 – 31)
Points marqués :
- Afrique du Sud : 3 essais de Fourie (40e), Steenkamp (45e), de Villiers (54e), 3 transformations de M.Steyn (40e, 46e, 55e), 6 pénalités de M.Steyn (5e, 18e, 50e, 61e, 70e, 76e)
- Australie : 4 essais de Beale (8e), O'Connor (14e), Moore (21e), Elsom (25e), Mitchell (72e), 5 transformations de Giteau (9e, 15e, 22e, 26e), O'Connor(73e), 2 pénalités de Giteau (2e) et Beale (79e)

Évolution du score : 0-3, 3-3, 3-10, 3-17, 6-17, 6-24, 6-31, 13-31, 20-31, 23-31, 30-31, 33-31, 36-31, 36-38, 39-38, 39-41
Arbitre : Wayne Barnes 
Résumé
Matt Giteau ouvre le score pour l'Australie dès la 2e en marquant une pénalité consécutive à un ballon gardé au sol par Bryan Habana (0-3). Les Sud-Aricains égalisent par une pénalité de Morné Steyn à la 5e (3-3). Les Wallabies marquent un premier essai par Kurtley Beale à la 8e au terme d'une attaque au grand large des trois-quarts australiens. Matt Giteau transforme et porte le score à 3-10. Le deuxième essai australien est marqué par James O'Connor à la 13e, après un ballon perdu à la touche par Victor Matfield et un ballon rapidement transmis par les Wallabies sur l'autre aile. Giteau réussit la transformation (3-17). Les Springboks reviennent au score par une pénalité de Morné Steyn à la 18e (6-17), mais les Australiens marquent ensuite un essai en force par leur talonneur Stephen Moore avec une transformation réussie par Giteau (6-24). Les Wallabies augmentent l'écart à la marque avec un essai de Rocky Elsom à la 24e qui conclut une percée plein centre de James O'Connor. Giteau réussit à nouveau la transformation (6-31). Le capitaine sud-africain, Victor Matfield, sonne alors le réveil de son équipe par un exploit personnel à la 40e. Il lobe au pied un défenseur et transmet à  Jaque Fourie qui marque le premier essai des Springboks. Morné Steyn réussit la transformation, la mi-temps est sifflée sur le score de 31 à 13 pour l'Australie.
En seconde mi-temps, les Springboks poursuivent leur remontée au score, marquant vingt points sans en concéder. Ils marquent tout d'abord leur deuxième essai par Gurthrö Steenkamp malgré un plaquage de Elsom, Morné Steyn transforme (20-31). Ce dernier marque une pénalité à la 50e puis transforme le troisième essai sud-africain marqué en force par Jean de Villiers à la 54e (30-31). Une pénalité réussie par Morné Steyn permet aux Sud-Africains de mener au score à la 61e par 33 à 31. Les Australiens doivent jouer à quatorze pendant dix minutes à partir de la 69e lorsque Saia Fainga'a est exclu pour plaquage dangereux, cette faute permet à Morné Steyn de marquer une nouvelle pénalité à la 70e (36-31). Bien que jouant à quatorze, les Wallabies marquent un essai par Drew Mitchell sur une remise à l'intérieur de Matt Giteau. Giteau réussit la transformation, ce qui permet aux Australiens de mener à nouveau à la marque (36-38). Les Springboks pensent avoir le match gagné lorsque Morné Steyn réussit une pénalité à la 76e (39-38), mais Kurtley Beale marque une pénalité de 55 mètres à la 80e et permet aux Wallabies de remporter le match par 41 à 39. À la suite de cette défaite, les Sud-Africains terminent à la dernière place de l'édition 2010 du Tri-nations.
- Afrique du Sud
  - Titulaires : 15 François Steyn, 14 JP Pietersen, 13 Jaque Fourie, 12 Jean de Villiers, 11 Bryan Habana, 10 Morné Steyn, 9 Francois Hougaard, 8 Pierre Spies, 7 Juan Smith, 6 Schalk Burger, 5 Victor Matfield, 4 Danie Rossouw, 3 Jannie du Plessis, 2 John Smit (cap.), 1 Gurthrö Steenkamp.
  - Remplaçants : 16 Chiliboy Ralepelle, 17 CJ van der Linde, 18 Flip van der Merwe, 19 Ryan Kankowski, 20 Ricky Januarie, 21 Juan de Jongh, 22 Gio Aplon.
  - Entraîneur : Peter de Villiers
- Australie
  - Titulaires : 15 Kurtley Beale, 14 James O'Connor, 13 Adam Ashley-Cooper, 12 Matt Giteau, 11 Drew Mitchell, 10 Quade Cooper, 9 Will Genia, 8 Ben McCalman, 7 David Pocock, 6 Rocky Elsom (cap.), 5 Nathan Sharpe, 4 Mark Chisholm, 3 Salesi Ma'afu, 2 Stephen Moore, 1 Benn Robinson.
  - Remplaçants : 16 Saia Fainga'a, 17 James Slipper, 18 Dean Mumm, 19 Richard Brown, 20 Luke Burgess, 21 Berrick Barnes, 22 Anthony Fainga'a
  - Entraîneur : Robbie Deans

### Neuvième match: Australie - Nouvelle-Zélande
(mt : 14 – 6)
Points marqués :
- Australie : 2 essais de O'Connor (16e) et Cooper(44e), 4 pénalités de Giteau(7e, 33e, 40e) et Beale (61e)
- Nouvelle-Zélande : 2 essais de McCaw (67e) et Read (72e), 2 transformations de Weepu (68e, 73e), 3 pénalités de Weepu (3e, 12e, 53e)

Évolution du score : 0-3, 3-3, 3-6, 8-6, 11-6, 14-6, 19-6, 19-9, 22-9, 22-16, 22-23
Arbitre : Mark Lawrence 
Résumé
Les Néo-Zélandais ouvrent le score dès la 3e avec une pénalité réussie par Piri Weepu (0-3). Un essai est refusé à l'Australien Lachie Turner à la 6e, pour passage en touche, mais l'arbitre revient à une faute commise par les All Blacks et Matt Giteau réussit la pénalité à la 7e (3-3). Piri Weepu redonne l'avantage aux Néo-Zélandais en réussissant une pénalité à la 12e (3-6). Cet avantage est de courte durée car James O'Connor marque un essai à la 16e sur passe de Ben McCalman (8-6). Matt Giteau augmente l'avantage au score des Wallabies en marquant deux pénalités aux 33e et 40e (14-6).
En début de deuxième mi-temps, l'Australie marque un essai par Adam Ashley-Cooper à la 44e (19-6). Piri Weepu marque une pénalité pour la Nouvelle-Zélande à la 53e et l'Australien Kurtley Beale fait de même à la 61e (22-9). La fin du match est à l'avantage des All Blacks qui marquent deux essais, le premier par Richie McCaw à la 67e sur passe de  Kieran Read en sortie de mêlée et le second par Kieran Read qui marque en force à la 72e. Les deux essais sont transformés par Piri Weepu, ce qui permet aux Néo-Zélandais de s'imposer sur le score de 23 à 22. La Nouvelle -Zélande remporte ainsi ses six matchs de l'édition 2010 du Tri-nations.
- Australie
  - Titulaires : 15 Kurtley Beale, 14 James O'Connor, 13 Adam Ashley-Cooper, 12 Matt Giteau, 11 Lachie Turner, 10 Quade Cooper, 9 Will Genia, 8 Ben McCalman, 7 David Pocock, 6 Rocky Elsom (cap.), 5 Nathan Sharpe, 4 Mark Chisholm, 3 Salesi Ma'afu, 2 Stephen Moore, 1 Benn Robinson.
  - Remplaçants : 16 Huia Edmonds, 17 James Slipper, 18 Dean Mumm, 19 Richard Brown, 20 Luke Burgess, 21 Berrick Barnes, 22 Anthony Fainga'a
  - Entraîneur : Robbie Deans
- Nouvelle-Zélande
  - Titulaires : 15 Mils Muliaina, 14 Cory Jane, 13 Conrad Smith, 12 Ma'a Nonu, 11 Israel Dagg, 10 Aaron Cruden, 9 Piri Weepu, 8 Kieran Read, 7 Richie McCaw (cap.), 6 Victor Vito, 5 Tom Donnelly, 4 Brad Thorn, 3 Owen Franks, 2 Keven Mealamu, 1 Tony Woodcock.
  - Remplaçants : 16 Corey Flynn, 17 John Afoa, 18 Anthony Boric, 19 Jerome Kaino, 20 Jimmy Cowan, 21 Colin Slade, 22 Rene Ranger
  - Entraîneur : Graham Henry

## Statistiques

### Meilleurs marqueurs
| Rang | Joueur            | Équipe           | Essais |
| ---- | ----------------- | ---------------- | ------ |
| 1    | Mils Muliaina     | Nouvelle-Zélande | 4      |
| -    | James O'Connor    | Australie        | 4      |
| 3    | Richie McCaw      | Nouvelle-Zélande | 3      |
| -    | Drew Mitchell     | Australie        | 3      |
| -    | Gurthrö Steenkamp | Afrique du Sud   | 3      |

### Meilleurs réalisateurs
| Rang | Joueur         | Équipe           | Points |
| ---- | -------------- | ---------------- | ------ |
| 1    | Morné Steyn    | Afrique du Sud   | 77     |
| 2    | Matt Giteau    | Australie        | 64     |
| 3    | Dan Carter     | Nouvelle-Zélande | 63     |
| 4    | James O'Connor | Australie        | 27     |
| 5    | Mils Muliaina  | Nouvelle-Zélande | 20     |

### Fair-play
| no | Équipe           | C. J. | C. R. |
| -- | ---------------- | ----- | ----- |
| 1  | Nouvelle-Zélande | 1     | 0     |
| 2  | Afrique du Sud   | 4     | 0     |
| 3  | Australie        | 3     | 1     |